# Ilsa Konrads
Ilsa Konrads (Australia, 29 de marzo de 1944) es una nadadora australiana retirada especializada en pruebas de estilo libre, donde consiguió ser subcampeona olímpica en 1960 en los 4 x 100 metros.

## Carrera deportiva
En los Juegos Olímpicos de Roma 1960 ganó la medalla de plata en los relevos de 4 x 100 metros estilo libre, con un tiempo 4:11.3 segundos, tras Estados Unidos y por delante de Alemania (bronce); sus compañeras de equipo fueron las nadadoras: Dawn Fraser, Lorraine Crapp y Alva Colquhoun.